# Oost-Nederlands plateau

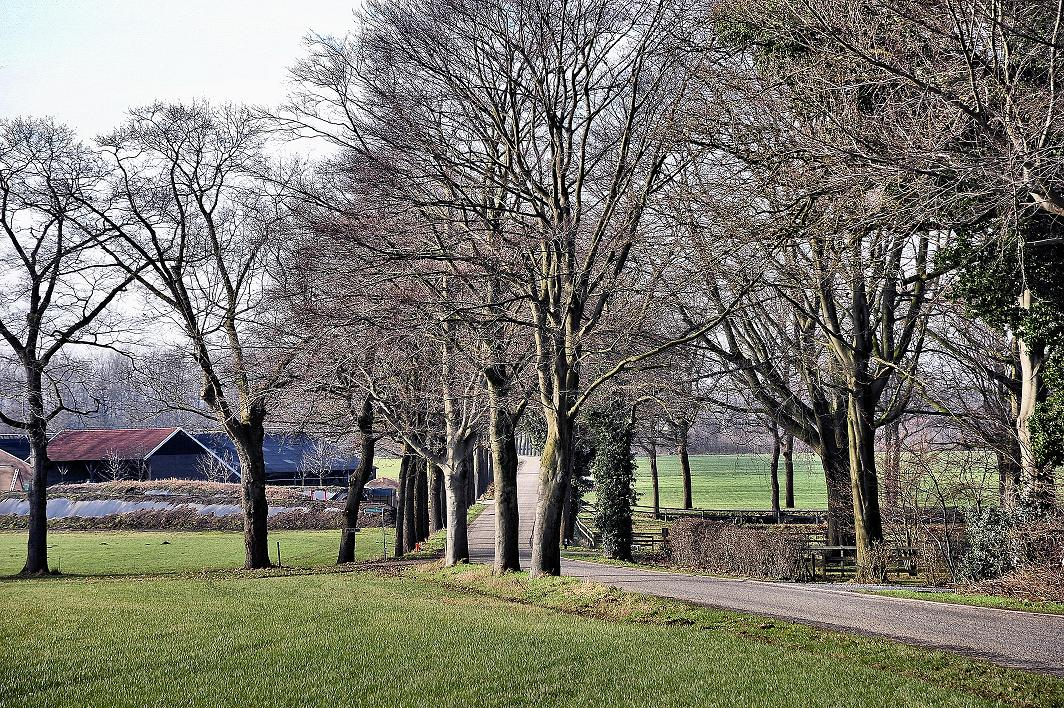
Vanaf het Oost-Nederlands plateau bij Barlo loopt de Nijhofsweg naar beneden

Het Oost-Nederlands plateau is een hoog gelegen gebied in het oosten van de Achterhoek en Twente. Het is 2 tot 5 miljoen jaar geleden, in het Plioceen, ontstaan door erosie en sedimentatie. Het plateau ligt ten oosten van de lijn Delden - Eibergen - Aalten - Bocholt (Duitsland). Het plateau wordt doorsneden door beken die van oost naar west stromen zoals de Schipbeek, de Berkel, de Groenlose Slinge en de Boven-Slinge.
Er zijn talrijke breuken in de ondergrond van het Oost-Nederlands Plateau aanwezig. Door bewegingen van de aardkorst komen daardoor met name in het oosten, in de omgeving van Winterswijk, diverse oudere lagen dicht bij de oppervlakte. Het oudste gesteente dat hier voorkomt stamt uit het Trias. Deze kalksteen wordt gewonnen in de steengroeve bij Ratum.
Aan de westzijde van het plateau, tussen Eibergen en Aalten, is in het Onder-en Midden-Pleistoceen door een voorloper van de huidige rivier de Rijn een oud rivierterras gevormd. De Rijn stroomde toen door dit gebied. Daarbij is een nu nog duidelijk zichtbare steilrand gevormd en is grofzandig en grindhoudend materiaal afgezet.
Tijdens de voorlaatste ijstijd, het Saalien, heeft landijs dit gebied bedekt. Tijdens de landijsbedekking heeft enige stuwing plaatsgevonden. Ook is er keileem op het plateau afgezet. Verschillende oude smeltwaterdalen zijn nu herkenbaar als droge dalen in het gebied. Onder het landijs is een tunneldal ontstaan door smeltwater dat onder het ijs een soort rivier vormde en daar een diep dal uitsleet. Dit dal ligt ongeveer noord-zuid en loopt vanuit Twente via Rekken, het Vragenderveen en Bredevoort naar Dinxperlo. Dit dal is later grotendeels opgevuld met ander materiaal, zodat het aan de oppervlakte veel minder opvalt dan de droge dalen. Bij Bredevoort is het dal 60 à 70 m diep geweest. In kommen heeft veenvorming plaatsgevonden: het Zwillbrocker Venn, het Vragender- en Korenburgerveen. Ook het vroeger natte en ontoegankelijke gebied rond de stad Bredevoort maakt hier deel van uit.
In het Weichselien is op diverse plaatsen dekzand afgezet in de vorm van dekzandruggen en -kopjes. Door eeuwenlange plaggenbemesting van de essen zijn veel van deze hoogtes nog verder opgehoogd en daardoor duidelijk in het landschap aanwezig.
Aan de westzijde, op de overgang naar lager gelegen gebieden, is een goed ontwikkelde en duidelijke terrasrand zichtbaar, gevormd door fluviatiele erosie door een voorloper van de huidige Rijn. De hierboven genoemde processen en de doorsnijding door een aantal beken heeft een glooiend landschap met opvallende reliëfverschillen doen ontstaan. Dit is met name het geval tussen Aalten en Groenlo, bij de buurtschappen Barlo, Dale en Vragender. De 8 tot 9 meter hoge heuvel in de N18 bij Mallem ten noorden van Eibergen is het noordelijkst gelegen deel van dit oude rivierterras. Het voorkomen van een terras met een duidelijk zichtbare terrasrand is vooral ten noorden van de grote rivieren bijzonder. Daardoor heeft dit gebied een bijzondere aardkundige waarde..